# 1000 Millas Sport e Históricos
Las 1000 Millas Sport e Históricos es una carrera de rally de históricos de regularidad que se realiza en Uruguay. La prueba es organizada por el Club Uruguayo de Automóviles Sport, y se ha disputado de manera ininterrumpida desde el año 1991. Allí participan modelos de automóviles que han participado de competencias de ruta tales como el Gran Premio 19 Capitales y el Campeonato Uruguayo de Rally.

## Ganadores
| Año  | Tripulación |
| ---- | --- |
| 1991 | Federico Sacarello / Irene Echazarreta |
| 1992 | Federico Sacarello / Irene Echazarreta |
| 1993 | Álvaro Cruz / Fernando Coll |
| 1994 | Charly Montagne / Jaques Bourgeois |
| 1995 | Miguel Abdala / Carlos Murguía |
| 1996 | Fernando Ponce de León / Carlos Murguía |
| 1997 | Jorge Tomasi / Yamandú Sánchez |
| 1998 | Jorge Tomasi / Yamandú Sánchez |
| 1999 | Jorge Tomasi / Yamandú Sánchez |
| 2000 | Carlos Murguía / Miguel Sanción |
| 2001 | Americo Ricaldoni / Álvaro Darriulat |
| 2002 | Jorge Tomasi / Fernando Calero |
| 2003 | José Comas / Martín Comas |
| 2004 | Americo Ricaldoni / Enrique Cadenas |
| 2005 | Marío Pérez / Ricardo Duhart |
| 2006 | Laura Más / Álvaro López (O) Jorge Tomasi / Omar Porciúncula (V)                                                                                |
| 2007 | Laura Más / Álvaro López (O) Jorge Tomasi / Daniel Ordoqui (V)                                                                                  |
| 2008 | Laura Más / Álvaro López (O) Carlos Bermúdez / Martín Bermúdez (V)                                                                              |
| 2009 | Laura Más / Álvaro López (O) Alejandro Momfort / Gabriel Anselmi (V)                                                                            |
| 2010 | Laura Más / Álvaro López (O) Santiago Sinscalco / Andrés Buela (V)                                                                              |
| 2011 | Walter Garrido / Pablo Acosta (O) Santiago Sinscalco / Andrés Buela (V)                                                                         |
| 2012 | Laura Más / Álvaro López (O) Mario Colla / Gerardo Hernández (V)                                                                                |
| 2013 | Gustavo Álvarez / Jorge Fiestas (O) Carlos Merletti / Fernando Cestino (V)                                                                      |
| 2014 | Laura Más / Álvaro López (O) Ricardo García / Fernando Martín (V) Javier Fernández / Patricio Rodríguez (VE)                                    |
| 2015 | Gustavo Álvarez / Camila Álvarez (O) Felipe Burgueño / Lilián Giménez (V) Luis De Luca / Nancy Branda (VE)                                      |
| 2016 | Laura Más / Álvaro López (O) Ernesto Rodríguez / Martín Rodríguez (V) Luis De Luca / Nancy Branda (VE)                                          |
| 2017 | Cristóbal Gauto / Gloria Enciso (O) Gonzalo Arroyo / Alberto Aicardi (O C1) Daniel Sica / Nicolás Sica (V) Nicolás Longo / Santiago Stocco (VE) |
| 2018 | Laura Más / Álvaro López (O) Ernesto Rodríguez / Martín Rodríguez (V) Juan Carlos Núñez /Claudia Volarich (VE)                                  |
| 2019 | Laura Más / Álvaro López (O) Daniel Sica / Nicolás Sica (V) Michel Bomzstein / Jorge Dos Santos (VE)                                            |
| 2020 | Gustavo Álvarez / Jorge Fiestas (O) Daniel Sica / Nicolás Sica (V) Diego Doce / Bruno Balduini (VE)                                             |
| 2021 | Daniel Wild / Jacqueline Wild (O) Federico Fortunatto / Nicolás Fortunatto (V) Diego Doce / Bruno Balduini (VE)                                 |
| 2022 | Daniel Sica / Nicolás Sica (O) Federico Fortunatto / Romina Fortunatto (V) Juan Manuel San Martín / Paola López (VE)                            |

Categorías
- O: odómetro
- V: velocímetro
- VE: velocímetro estándar.